# Fjärdhundra församling
Fjärdhundra församling är en församling  i Upplands västra kontrakt i Uppsala stift. Församlingen ligger i Enköpings kommun i Uppsala län och ingår i Enköpings pastorat.

## Administrativ historik
Fjärdhundra församling bildades 2006 genom sammanslagning av församlingarna Altuna, Frösthult, Härnevi, Simtuna, Torstuna och Österunda.
Församlingen utgjorde ett eget pastorat till 1 januari 2022 då den uppgick i Enköpings pastorat.

## Kyrkor
- Altuna kyrka
- Frösthults kyrka
- Härnevi kyrka
- Simtuna kyrka
- Torstuna kyrka
- Österunda kyrka